# 谅山广播电视台
谅山广播电视台（越南语：／），简称，是一家位於越南谅山省谅山市的廣播電視播出機構，以谅山省為主要播出地區，也是越共谅山省委、谅山省人民委员会的喉舌。

## 历史
谅山广播电视台的前身为1956年9月2日开播的谅山广播电台（Đài Truyền thanh tỉnh Lạng Sơn），创台期间，苏联也给予了一些援助，1975年，因谅山省与高平省合并为高谅省，电台一度停播，1979年2月12日，甫恢复建制的谅山省人民委员会决定重建电台，谅山广播电台随即于当年4月21日正式恢复对外广播，1987年，电台在枝陵坊建造新的无线电广播中心，1991年，谅山广播电台开设电视部，正式对外播出自制的电视节目，谅山廣播電視台以後又在部分偏遠鄉村地區建造了廣播轉播設施，成功解決省內部分地區難以收聽到其廣播節目的問題:877。现阶段，该公司的电视部门已经开始透过越南多媒體通訊總公司系统中的越卫2号通讯卫星对外播出高畫質電視。

## 现况
谅山广播电视台是越南谅山省人民委员会直属的事业单位，承担全省广播电视的管理任务，该广播电视台由谅山省人民委员会举办，并接受越南新闻与传播部等中央政府机关的专业技术指导。有资格组织编排制作广播电视节目，以服务越南共产党、越南各级政府的政治宣传。该台也跟越南其他省级广播电视台一样，在每天晚上7点转播越南国家电视台的《时事》新闻节目。谅山广播电视台也有自制的电视节目，主要为新聞節目、教養節目，其中也有一些原住民语言节目也曾在越南国家电视台民族语言频道播出。
谅山广播电视台还在谅山省及其邻近地区提供广播服务，其电台的收聽頻率为FM 88.6，除了越南语外，电台也使用儂語等原住民族语言对外广播。